# Filippino Lippi
Filippino Lippi (ur. ok. 1457 w Prato, zm. 18 kwietnia 1504 we Florencji) – włoski malarz epoki quattrocenta.
Swoją twórczość rozwijał pod wpływem linearnego stylu Sandro Botticellego, w którego pracowni przebywał w latach 1470—72. Po skończeniu nauki i wstąpieniu do cechu św. Łukasza ulegał wpływom innych artystów — umbryjskich i flamandzkich (np. w Wizji św. Bernarda, 1486). Nawiązywał także do sztuki Domenica Ghirlandaio (Spotkanie Joachima z Anną, 1497) oraz swego ojca Filippa Lippi, który zmarł kiedy Filippino miał 12 lat. Jego pierwszym dziełem, którego datowanie pozostaje bez wątpliwości, jest Zwiastowanie skomponowane na dwóch tondach (1483—84, Museo Civico, San Gimignano); pierwszym dużym zamówieniem natomiast było ukończenie cyklu fresków w kaplicy Brancaccich rozpoczętego przez Masaccia i Masolina.
W 1486 artysta rozpoczął prace nad kolejnymi freskami, tym razem w kaplicy Carafów rzymskiego bazyliki Santa Maria sopra Minerva (ukończone w 1493). Pobyt w Rzymie wykorzystał także na studiowanie sztuki antycznej.
W 1496 roku Filippo Lippi zrealizował zamówienie dla kościoła San Donato w Scopeto na obraz ołtarzowy Pokłon trzech króli. Dzieło to miało zastąpić nigdy nieukończony obraz Leonarda da Vinci. Kompozycja nawiązuje w pewnym stopniu do dzieła mediolańskiego mistrza, ale jest to raczej tradycyjne przedstawienie tematu. Natłok osób, ruchliwość, bogactwo szczegółów niweczą czytelność kompozycji Leonarda.
Wszystkie freski w kaplicy Strozzich we florenckim kościele Santa Maria Novella są autorstwa Filippino Lippiego, który ukończył dzieło w 1502 roku. Z prawej strony umieszczona została scena ze św. Filipem: Cud przed ołtarzem Marsa, a nad nią w lunecie: Ukrzyżowanie św. Filipa. Lewa strona poświęcona jest św. Janowi Ewangeliście: Wskrzeszenie Druzjany. Nad tą sceną przedstawione zostały tortury zadawane św. Janowi. Sklepienie dekorują postaci ze Starego Testamentu: Adam, Noe, Abraham i Jakub.

## Obrazy
- Portret młodzieńca w czerwonej czapce -  ok. 1485[3] tempera i olej na desce, 52,1 × 36,5 cm, National Gallery of Art Waszyngton
- Madonna zjawiająca się św. Bernardowi (Wizja św. Bernarda) -  1486, olej na desce, 210 × 195 cm, Badia Fiorentina, Florencja
- Triumf św. Tomasza z Akwinu -  1489–1491
- Wstawiennictwo Marii i Chrystusa - 1495–1498 olej na desce 156 x 148 cm, Stara Pinakoteka,
- Pokłon trzech króli - 1496 — olej na desce, 258 × 243 cm, Galeria Uffizi, Florencja
- Mistyczne zaślubiny św. Katarzyny -  1501 — deska, San Domenico, Bolonia
- Święty Antoni Padewski oddaje mnicha pod opiekę NMP - deska 57 x 41,5 Muzeum Sztuk Pięknych w Budapeszcie
- Freski:
  - kaplica Brancaccich,
  - kaplica Caraffa,
  - kaplica Strozzich.
- Wskrzeszenie Druzjanny przez św. Jana
- Cud św. Filipa przed ołtarzem Marsa
- Madonna z Dzieciątkiem i świętymi (również  znany jako Święta rozmowa) – ok. 1478–1486, ołtarz obrazowy do Sala degli Otto w Palazzo Vecchio[4]